# Rue d'Amboise (Paris)
Pour les articles homonymes, voir Rue d'Amboise.
La rue d’Amboise est une voie du 2e arrondissement de Paris, en France.

## Situation et accès
La rue d’Amboise est une voie publique située dans le 2e arrondissement de Paris. Elle débute au 93, rue de Richelieu et se termine au 14, rue Favart.

## Origine du nom

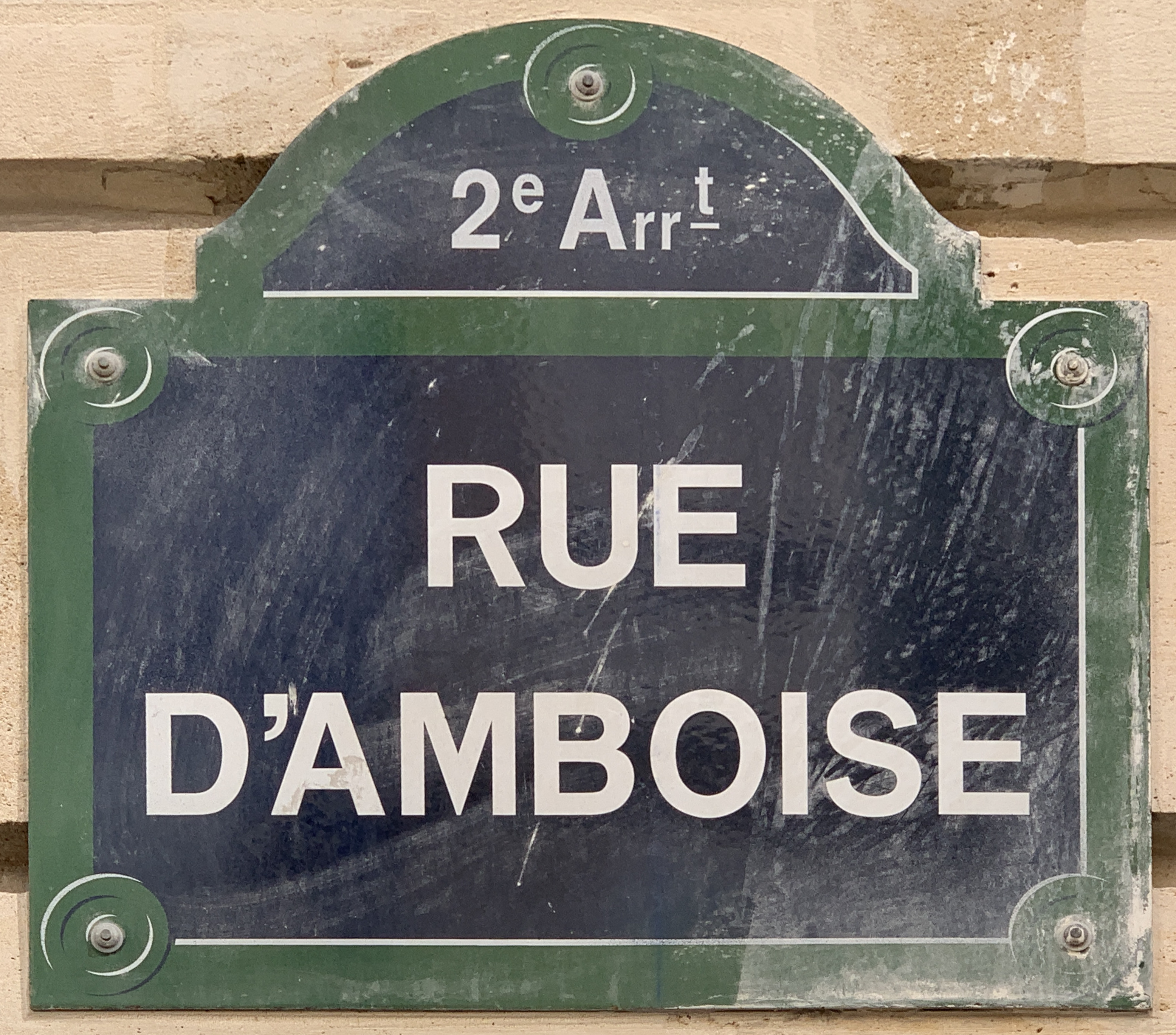
Plaque de la rue.

Elle doit son nom à la seigneurie d'Amboise qui appartenait alors au duc de Choiseul, pair de France, marquis de Stainville.

## Historique
Des lettres patentes, à la date du 14 octobre 1780, autorisèrent le percement de cette rue sur les terrains appartenant au duc de Choiseul-Amboise.
Celles-ci indiquent qu'il sera ouvert aux frais d'Étienne-François duc de Choiseul-Amboise et de son épouse, sur le terrain de leur hôtel et jardin.
Au milieu du XIXe siècle, des maisons de jeu et de prostitution y étaient établies.

## Bâtiments remarquables et lieux de mémoire
- No 8 : ici se trouvait une maison close que fréquentèrent les peintres Henri de Toulouse-Lautrec, puis Amedeo Modigliani en 1906[2].

## Pour approfondir